# Carrobalista

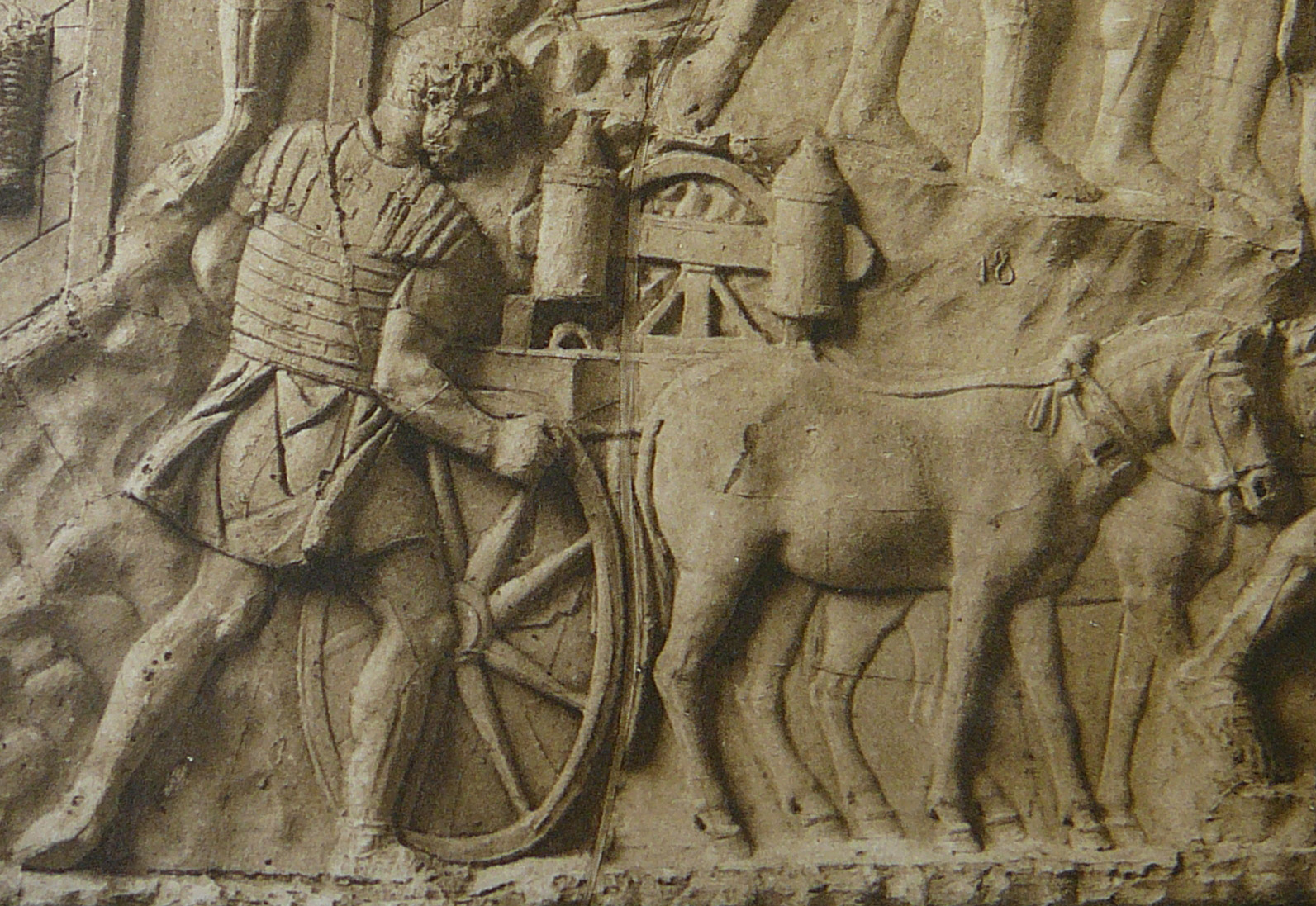
Una tipica carrobalista romana dell'epoca di Traiano.

Il carrobalista era, secondo il Guglielmotti, una macchina di guerra, campale e murale, specificatamente una macchina da lancio, usata all'epoca dell'Impero romano sfruttando l'elasticità dei materiali e la tensione delle corde. Della stessa tipologia facevano parte l'arco, la balista, lo scorpione e l'onagro.

## Storia

### Sviluppo
Il carrobalista fu la prima macchina da guerra mobile dell'esercito romano.
Introdotta nel I secolo a.C., è un'evoluzione della balista, che poteva essere montata su un traino e spostata agevolmente con l'ausilio di muli. Nacque dalla necessità di costituire un tipo di artiglieria che potesse essere utilizzata anche in battaglia e non solo durante gli assedi.
Il carrobalista sfrutta la potenza di molle di bronzo composte da molte anime per sparare lunghe frecce oppure "ghiande" di piombo. Era manovrata complessivamente da 11 uomini ed era costituita da quattro parti principali: il calcio dove si trovava il congegno di scatto, il telaio dove erano le corde e i bracci di metallo, un sostegno e il carro. Una specie di vite di puntamento consentiva di alzare o abbassare la traiettoria dei dardi.
Venne largamente utilizzata dall'imperatore Traiano, prima contro i Daci di Decebalo (vedi conquista della Dacia e Colonna Traiana) e poi in Mesopotamia contro i Parti.

### Organici
I carribalista erano organici alle centurie (1 carrobalista con undici serventi, non è chiaro se i serventi fossero organici alla centuria o in soprannumero) ed alla legione (10 onagri e 55 carribalista)

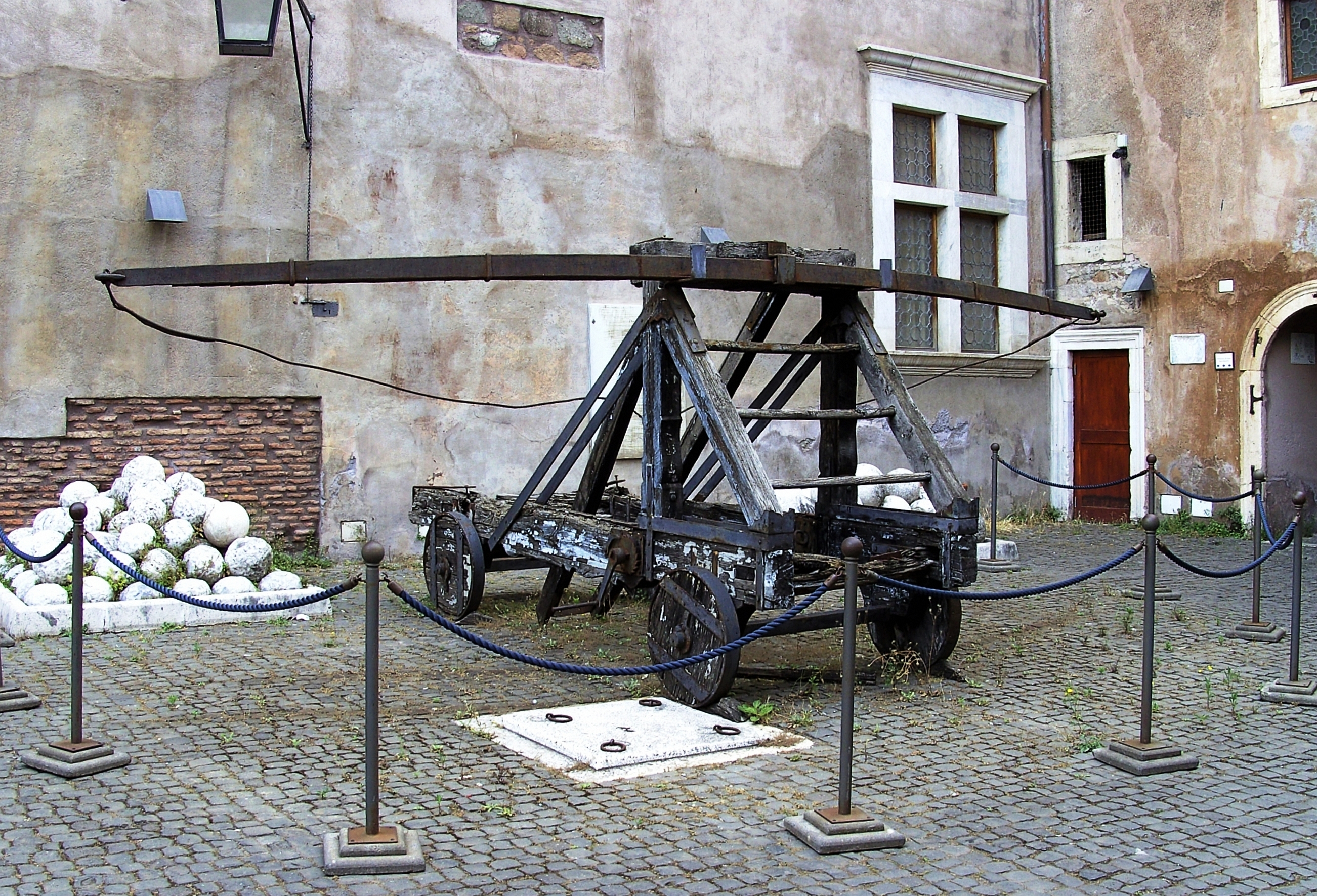
Carrobalista.